# 漫画ニュース
『漫画ニュース』（途中から『漫画ショック』に改題）は、1957年10月1日から1959年9月30日まで日本テレビで放送されていた最初期のテレビアニメシリーズである。

## 概要
日本テレビ系列で毎日放送されていた帯アニメ。『もぐらのアバンチュール』に先立つ「日本初の国産テレビアニメ」といわれる場合がある。やなせたかしや富田英三や和田義三など漫画集団の漫画家が、毎日交代でその日の出来事から選んだニュースをその日のうちに、独自の手法のアニメーションを用いて制作・放送していた。番組提供はシチズン時計。当時の『週刊読売』では、本作は「子供番組」ではなく「社会番組」に分類されていた。
CMを除くと本編の長さは正味1分20秒であったが、1本分に毎日10時間を費やして制作されており、伴奏音楽も若き日の山本直純などが毎回交代でオリジナルの音楽を制作していた。カメラマンや漫画家のスタッフは、横山隆一の依頼ですべてやなせが集めたという。
長らく静止画を構成した番組と思われていたが、近年では一部にアニメーションを取り入れていたのではないかと言われており、切り絵細工やペープサート風な独自の手法を使って簡易なアニメーションを制作していたとされる。なお、本作の制作スタッフの一人であるやなせは「ごく原始的な初期の手法の切り絵アニメ」、富田は「手法としては原始的な漫画映画」と表現しているほか、プロデューサーの魚谷忠司は「全てのエピソードが切り絵アニメだった」としている。ただし、当時の雑誌では「アニメイションでないマンガ的表現」、「アニメーションとは異なった簡単な方法」と表現される場合もあった。
好評につき、1958年12月31日にはスタッフが制作苦労話を語る特別番組『漫画ニュース大会』が放送されたほか、1959年1月11日から3月8日にかけては、『週間漫画ニュース』のタイトルで毎週日曜日にも放送が行われていた。
1959年6月10日からは番組タイトルを「漫画ショック」に改題し、内容をニュースから少し幅を広げたり、ゲスト漫画家を加えるなどして内容を少し変更して放送したが、その後わずか3か月で終了した。なお、吉田幸夫は、本作終了後もNHKの児童向け番組『まんが学校』内で、引き続き本作の手法を用いてアニメーションを制作していたという。
また、NHK教育局ディレクターの後藤田純生は、本作に触発されて『みんなのうた』『おかあさんといっしょ』などでアニメーションを手がけたと後に語っている。

## 現存状況
日本テレビ社内のライブラリーには、リストに記載はあるものの、現物は見つからない状態だという。また、NHK放送文化研究所の高橋浩一郎は「映像は残っていない」としている。
なお、本作のスチル写真は「テレビ夢50年 番組編①」、「キネマ旬報」1958年2月上旬号、「キネマ旬報」1958年3月下旬号に掲載されている。

## 放送局

### キー局（日本テレビ）

#### 漫画ニュース
- 1957年10月1日 - 11月30日：月曜 - 日曜21:12 - 21:15[14]
- 1957年12月1日 - 1958年3月31日：月曜 - 日曜22:00 - 22:05[14]
- 1958年4月1日 - 1959年3月7日：月曜 - 日曜21:11 - 21:15[14]
- 1959年3月8日 - 6月8日：月曜 - 日曜22:30 - 22:35[14]

#### 漫画ショック
- 1959年6月10日 - 9月30日：月曜 - 日曜22:30 - 22:35[14]

#### 週間漫画ニュース
- 1959年1月11日 - 3月8日：日曜10:00 - 10:15[14]

### ネット局
- よみうりテレビ：同時ネット（1958年12月1日 - 1959年3月31日の期間は先行ネット）
- テレビ西日本：同時ネット

ほか

## スタッフ
- 担当：報道部[1]
- 制作（プロット・コンテ・作画等[7]）：やなせたかし[1][2][3][7][11][12][15]、富田英三[1][3][11]、和田義三[1][3][7][11]、吉田幸夫[2][3][7][11]、小林治雄[10][11]（以上レギュラースタッフ）、荻原賢次[10][11]、谷内六郎[1][4][10][11]、佐藤六郎[11]、森吉正照[10][11]、改田昌直[10][11]（以上「漫画ショック」時代からのゲストスタッフ）、久里洋二[2]、馬場のぼる[1]、鷲角博[1][16]
- 作曲：宅孝二[1][3][4]、山本直純[1][3][4]、近衛秀健[3]、寺島尚彦[4]、塚原哲夫[1]、服部克久[1]
- 撮影：日本テレビ報道局[1]
- 現像：日本テレビラボ[1]
- プロデューサー：魚谷忠司[8]
- 製作：日本テレビ